# 君士坦丁堡路
君士坦丁堡路（法語：Rue de Constantinople）是巴黎第八區的一條街道，始於歐洲廣場，止於Prosper-Goubaux廣場。
君士坦丁堡路開闢於1826年，是歐洲區的一部分，得名於奧斯曼帝國首都君士坦丁堡。根據當時的規劃，道路寬度為15米。
該路35號在1910年開設巴黎最早的獸醫診所之一。